# Жернаков, Илья Дмитриевич
Илья Дмитриевич Жернаков (2 августа 1920, Петропавловское, Екатеринбургская губерния — 25 июня 1987, Калининград) — советский писатель. Участник Великой Отечественной войны, старшина.

## Биография
Илья Дмитриевич Жернаков родился 2 августа 1920 года в селе Петропавловском Петропавловского сельсовета Петропавловской волости Шадринского уезда Екатеринбургской губернии, ныне село входит в Катайский муниципальный округ Курганской области.
Окончил среднюю школу. В начале тридцатых годов остался без родителей. Вынужден был переехать к брату Павлу в Свердловск, где учился и работал на хлебозаводе.
С 1935 года житель села Коровино Мордовско-Боклинского района Оренбургской области (ныне  Бугурусланский район той же области), где окончил школу. Поступил на историко-филологический факультет в Чкаловского государственного педагогического института имени В. П. Чкалова. Работал в редакции районной газеты «За большевистские колхозы» сначала литературным сотрудником, затем — ответственным секретарём.
С 1940 года член ВКП(б), c 1952 года — КПСС.
После окончания 2-го курса, 3 сентября 1940 года был призван Мордовско-Боклинским РВК в войска НКВД. Окончил школу сержантского состава. В начале Великой Отечественной войны был секретарем парторганизации роты в городе Днепропетровске. Первое боевое крещение он получил в боях под Николаевым. В 1942—1943 годах был сначала политруком, а затем командиром снайперской группы, принимал участие в боях Воронежского и Брянского фронтов. После контузии назначили ответственным секретарём дивизионной газеты «Красноармеец», 26-я дивизия войск НКВД по охране железнодорожных сооружений. В этой должности он прослужил до демобилизации в ноябре 1946 года в звании старшины.
После демобилизации с декабря 1946 года по июль 1947 года работал в редакции газеты «Уральский рабочий» в Свердловске.
По путевке ЦК ВКП(б) приехал в Калининград 2 августа 1947 года. Долгое время работал в газете «Калининградская правда». В 1951 г. принят в Союз писателей СССР, в 1957 году принят в Союз Журналистов СССР (литературный псевдоним — Д. Северов). Был делегатом первого учредительного съезда Союза писателей РСФСР. После создания в 1960 году Калининградской писательской организации был избран заместителем ответственного секретаря. С 1962 по 1965 год — ответственный секретарь Калининградского отделения Союза писателей РСФСР. В 1965 году вернулся в редакцию газеты «Калининградская правда», где проработал до 1980 года.
Его очерками зачитывались селяне, стихами — горожане. Его окно в редакции гасло последним. Лицо его иссекли глубокие морщины — следы пережитого в войну. В 1980 году он наконец осуществил свою мечту, ушел на профессиональную писательскую работу.
Илья Дмитриевич Жернаков умер 25 июня 1987 года в городе Калининграде Калининградской области.

## Награды
- Орден Отечественной войны II степени, 6 апреля 1985 года[4]
- Орден Славы III степени, 18 февраля 1944 года[5]

## Семья
Дочь Марина Ильинична Лебедева
Сын Виктор Ильич Жернаков